# Yosef Chaim

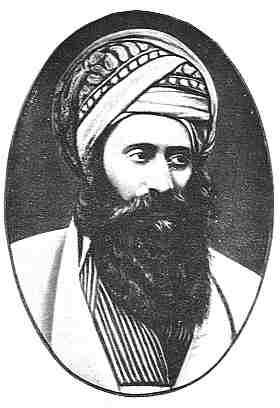
Yosef Chaim

Yosef Chaim (Ben Ish Chai) (geboren 1832 in Bagdad, Osmanisches Reich; gestorben 1909 in Kafil) war ein sephardischer Rabbiner und Kabbalist.

## Leben
Besser bekannt ist er unter dem Namen Ben Ish Chai (Sohn des lebendigen Mannes), weil er unter diesem Namen ein Buch schrieb, das die wöchentlichen Toraabschnitte erläutert und nach einer kabbalistischen Einführung halachische, d. h. gesetzgeberische Entscheidungen diskutiert. In diesem Buch gibt er den kabbalistischen Gesetzen Vorrang vor den Gesetzen aus der Gemara. Insgesamt schrieb er 83 Bücher über Halacha, Kabbala, Agada, Drascha, Erklärungen zum Talmud und vieles mehr.
Nach dem Tode seines Vaters im Jahre 1857 übernahm er sein Amt des Chacham (Weiser), was im sefardischen Judentum etwa dem Rabbiner im aschkenasischen Bereich entspricht. Er verstarb auf dem Rückweg von einer Pilgerreise ins Heilige Land, das er zweimal besucht hatte (1869, 1909), nachdem er das Grab des Propheten Ezechiel besucht hatte. Yosef Chaims Einfluss reichte weit über Bagdad hinaus, und so schrieb er unter anderem Responsen für die Gemeinden in Wien, Palästina, Kalkutta und im Iran. Besonders in sefardischen Gemeinden ist der Einfluss des Ben Isch Chai ungebrochen.
| Personendaten    | Personendaten                        |
| ---------------- | ------------------------------------ |
| NAME             | Chaim, Yosef                         |
| KURZBESCHREIBUNG | sephardischer Rabbiner und Kabbalist |
| GEBURTSDATUM     | 1832                                 |
| GEBURTSORT       | Bagdad                               |
| STERBEDATUM      | 1909                                 |
| STERBEORT        | Kafil                                |